# École de Calmpthout
L'École de Calmpthout, également appelée École du gris, désigne, de façon informelle, à la fois le centre géographique et spirituel d'une colonie de peintres paysagistes établis à Calmpthout, (en néerlandais : Kalmthout), en province d'Anvers, en Belgique, et le désir de ceux-ci de travailler « en plein air et d’après nature » à partir des années 1860.

## Contexte de création
Au cours de leur séjour à Paris, entre 1855 et 1858, les peintres belges Isidore Meyers (1836-1916) et Adrien-Joseph Heymans font la connaissance des peintres français de Barbizon, dont la résistance à l'académisme formel dominant dans la peinture de paysage s'est accrue. Meyers et Heymans sont les premiers à réagir contre le style conservateur qui prévalait alors autour des peintres anversois, comme Ferdinand de Braekeleer, Henri Leys et Henri de Braekeleer.
De retour en Belgique, au début des années 1860, Meyers et Heymans produisent leurs œuvres dans les environs de Calmpthout et Wechelderzande, en Campine dans la province d'Anvers. Les artistes recherchent dans la solitude un rapport plus vrai avec la nature et s'installent à l'écart des grandes villes. 
D'autres artistes, tels que Théodore Baron (1840-1899), Jacques Rosseels (1828-1912) et Florent Crabeels (1829-1896) se sont également inspirés de la vaste nature entre les marais campinois, les dunes et les forêts. Théodore Baron lui-même s'était rendu une fois à Barbizon et avait réalisé plusieurs études de la forêt de Fontainebleau. Baron était également en contact étroit avec l'École de Tervueren et il établit de la sorte le lien entre les deux écoles.

## Postérité
L'école de Calmpthout, également appelée l'école grise, a été fondée autour de ce groupe. Ce n'était jamais un mouvement de style intentionnellement structuré, bien que les tonalités à prédominance grise aient été la marque de ce pleinairisme flamand. Les deux écoles (celle de Tervueren et celle de Calmpthout) exercent une action notable sur les flamands de l'école du gris qui affectionnent les effets de brouillard, de pluie et les formes fuyantes, diluées et noyées. Ces peintres gris ont créé un style paysager typique qui sera longtemps imité, allant de Willem Vogels (1836-1896) aux premières peintures de James Ensor (1860-1949).